# Казарян, Арман (футболист, 2001)
Арма́н Казаря́н (арм. Արման Ղազարյան; род. 2001, Ереван) — армянский футболист, полузащитник клуба «Урарту».
Воспитанник клуба «Урарту» (до лета 2019 года назывался «Бананц»). В сезоне-2018/19 играл в первой лиге за «Бананц-3». Летом 2019 года перешёл в ЦСКА, играл в первой лиге в течение двух сезонов, по итогам второго вышел с командой в Премьер-лигу. Дебютировал в высшем дивизионе 17 ноября 2021 года в матче против «Урарту» (0:5). С января 2022 года — игрок «Урарту».
Играл за различные юношеские и молодёжную сборную Армении. В ноябре 2022 года был впервые вызван в национальную сборную Армении, к товарищеским матчам против сборных Косова и Албании. Дебютировал 19 ноября в матче против Албании (0:2), отыграв второй тайм.